# Aspidosperma helstonei
Aspidosperma helstonei là một loài thực vật có hoa trong họ La bố ma. Loài này được Donsel. mô tả khoa học đầu tiên năm 1972.